# Železniční stanice Bat Jam Joseftal

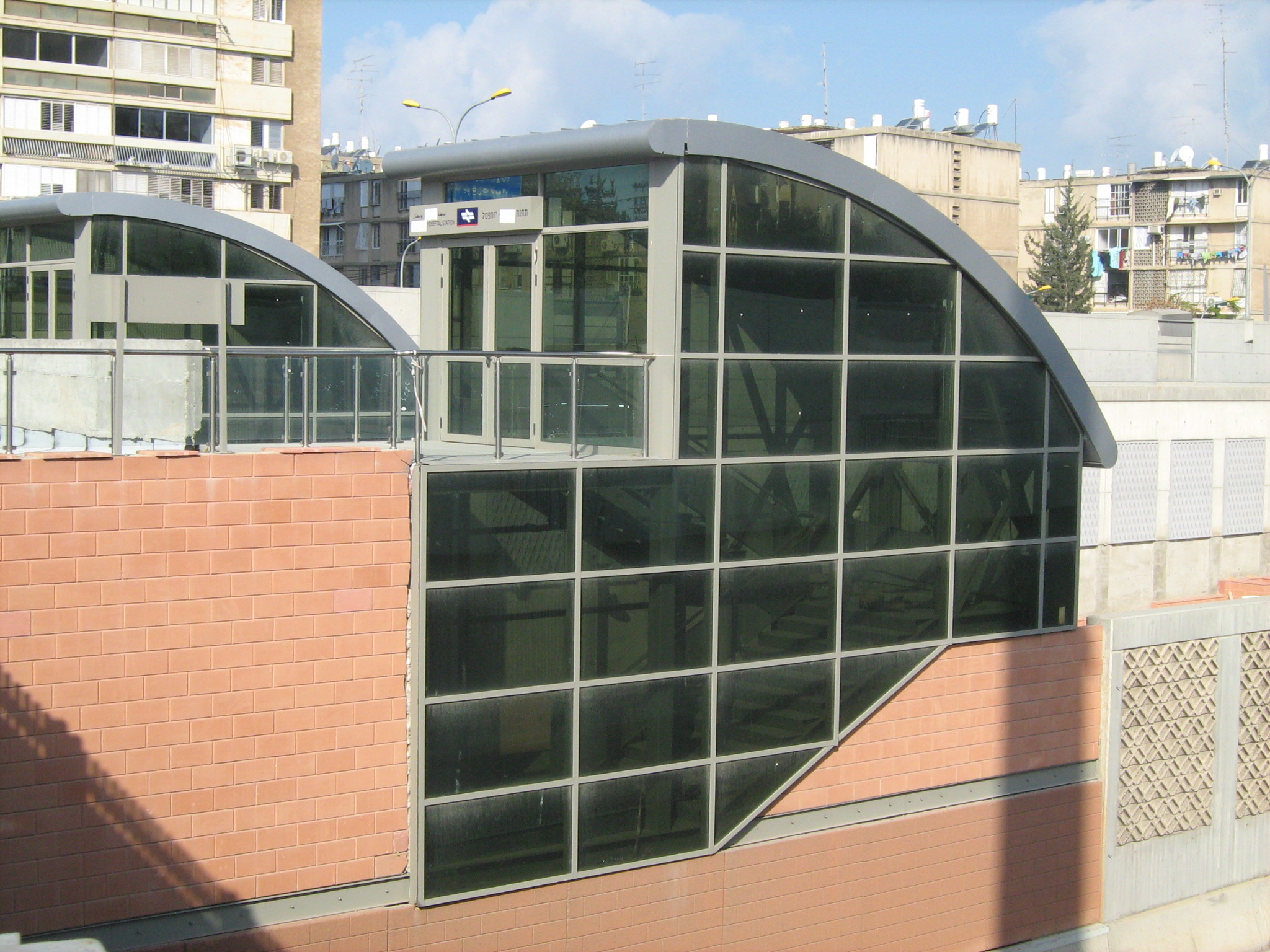
Budova železniční stanice Cholon Wolfson

Železniční stanice Bat Jam Joseftal (hebrejsky תחנת הרכבת בת ים – יוספטל, Tachanat ha-rakevet Bat Jam Joseftal) je železniční stanice na železniční trati Tel Aviv – Bnej Darom v Izraeli.
Byla otevřena 25. září 2011 jako jedna z pěti stanic na nové železniční trati vybíhající do jihozápadní části aglomerace Tel Avivu. Leží ve středovém pásu dálnice číslo 20, na pomezí měst Bat Jam a Cholon, poblíž křižovatky Joseftal.
Je obsluhována autobusovými linkami společnosti Egged a Dan Bus Company. Jsou tu k dispozici prodejní stánky, nápojové automaty a veřejný telefon.